# 综合全电力推进系统
综合电力推进系统（英語：integrated electric propulsion，简称IEP）或综合全电力推进系统（integrated full electric propulsion，简称IFEP）简称全电推进（ ，简称FEP），是用于舰艇的一种水运动力组合方式，使用燃气轮机或柴油发电机产生三相交流电供应电动机做功驱动螺旋桨或喷水推进器，从而推动船体移动。全电推进是柴电-燃气联合动力方式的一种改进，采用电力传输而不是通过机械传动系统传输能量，以此减少甚至完全解除了对变速箱的依赖，并消除了对离合器的需求，所以全电推进是串联布置，而不是像柴电-燃系统一样并联。

## 动力

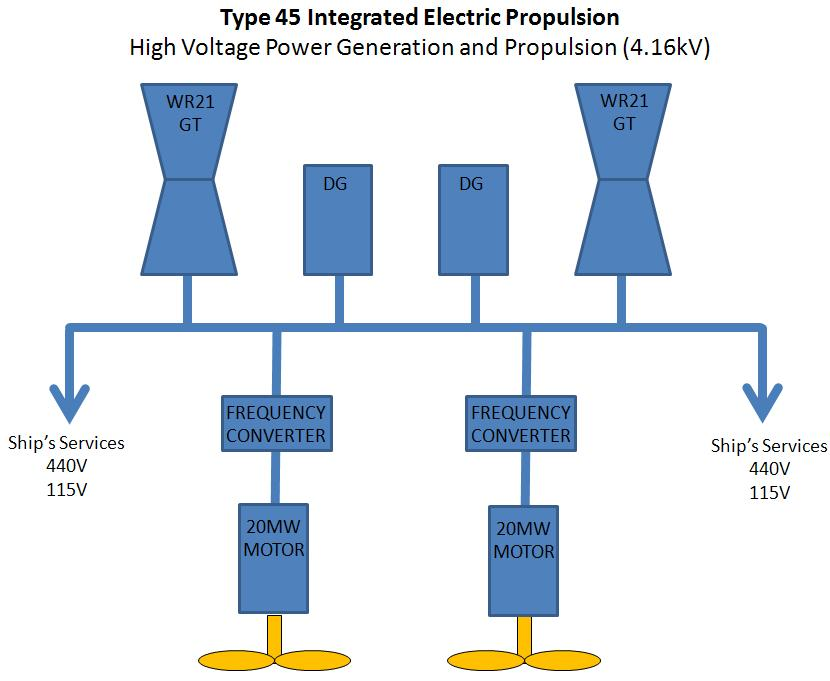
45型驱逐舰全电推进系统示意图
(GT: 燃气轮机; DG: 柴油发电机)

综合全电力推进系统消除了发动机与推进器之间的机械连接，具有以下优点：发动机放置更加自由，发动机与船体之间实现声学解耦，减少噪音，并减轻重量和体积。降低声学特征对需要隐蔽性的海军舰船和需要为乘客提供舒适体验的游轮尤为重要，而对货船则不太关键。所有船舶在不航行时也需要电力，与传统系统相比，全电推进系统中所有发动机都用于产生电力，减少了船舶所需发动机的数量，从而降低了资金成本和维护成本。
典型的全电推进系统使用柴油发电机和燃气轮机。与相同功率的柴油发电机相比，燃气轮机重量更轻，体积更小，噪音和振动也较小，但燃气轮机在接近最大输出时效率最高。柴油发电机在各种输出功率下都具有较高效率，组合使用两种发动机可使系统在不同功率下高效运行，并提供低噪音、低振动模式，混合系统相对于纯柴油机方案可减小重量和体积。在海军舰艇中，推进系统通常使用一组柴油发电机以满足基本电力负载和提供足够动力以达到巡航速度。
燃气轮机则用于提供高速航行所需的峰值功率，并可能在使用高功率武器系统时开启。客船通常使用一个或多个燃气轮机达到最大巡航速度，而在港口停泊或顺水漂流时，柴油机为船舶提供冗余和高效电力。
柴电动力系统是集成电力推进系统的一种，其不使用燃气轮机，系统仅由柴油发电机组成。燃气轮机系统也可单独用于发电，例如一些游艇的全电推进系统只使用燃气涡轮机。如果通过轴上电动马达推进，或将电机集成到主减速器驱动轴中，系统可以比柴油机更快输出更大功率。此外，主轴上永磁电机的驱动系统也可在主推进器的驱动下提供电力。当车载发电燃气轮机或柴油机在较低速度下工作时，轴上永磁电动机可负责推进，从而节省大量燃料。随着时间推移，采用该系统的舰队会获得显著的后勤保障优势。这体现了全电推进系统的高效性、灵活性和适用性，它可根据情况迅速改变分配到推进系统或电力系统的能量，这是其他推进系统所不具备的。

## 环保
挪威的渡轮采用了全电或插电式燃气轮机电动混合动力推进系统，这一技术使船只能以17至18节的速度行驶，同时有望每年减少8,000吨氮氧化物和30万吨二氧化碳的排放。每艘渡轮每年可节省一百万升柴油，这得益于其独特的能源管理方式：在夜间对电池进行充电，并在停靠港口时充满电。 

## 應用實例
- 45型驱逐舰，2009年
- 胡安·卡洛斯一世号战略投射舰，2010年
- 堪培拉级两棲攻击舰，2014年
- 朱姆沃尔特级驱逐舰，2016年
- 伊丽莎白女王级航空母舰，2017年
- 076型兩棲攻擊艦，2025年
- DDG(X)